# Рябиновый сок
Рябиновый сок — натуральный или подслащённый прозрачный сок из свежих ягод рябины. Наиболее подходящие сорта для приготовления рябинового сока — гранатная, ликёрная, десертная и нежинская. Помимо чисторябинового в СССР выпускали купажированные соки с другими плодовыми или ягодными соками. Рябиновый сок фасуют в герметически укупориваемую стеклянную или жестяную тару и стерилизуют ёмкостью до 3 литров. Рябиновый сок используется для приготовления сиропов, экстрактов и в ликёро-водочном производстве. Сироп готовят из сока с добавлением сахара без воды и используют в производстве напитков, сухих киселей и кондитерских изделий. Рябиновый экстракт получают увариванием без добавления сахара, кислот, красящих и ароматических веществ.